# Cabron
Alexandru Minculescu (n. 31 mai 1983, Ploiești, România), cunoscut sub numele de scenă Cabron, este un rapper și trapper român. Activează pe scena muzicii românești încă din anul 1999, când înființează trupa Codu’ Penal împreună cu Shobby. A avut patru piese în top 100 MediaForest cele mai difuzate piese din România în 2014 și 3 piese în top 100 pentru 2013.

## Biografie

### Copilărie. Primii pași în muzică
S-a născut la Ploiești, România, în 1983. Declara, într-un interviu, că la vârsta de trei ani fredona "I just called to say I love you". Tatăl lui este cel care l-a îndrumat spre muzică, punându-l să asculte Stevie Wonder, Jimmy Hendrix și James Brown, artiști care l-au inspirat încă și îl influențează și în prezent.
La începutul anilor 1990, la vârsta de 11 ani, a obținut primele casete cu muzică hip-hop internațională.

### Viața personală
Cabron este căsătorit din anul 2007 și are un băiețel pe nume Nikolas.

## Carieră

### Activitatea muzicală. Primele albume
În 1999, Cabron înființează trupa Codu’ Penal, împreună cu Shobby, și lansează 3 albume în această formulă: “În Familie (pentru bani)” (2003), “Pe Viață” (2004), “Apocalipsa” (2006).
În 2003 produce o serie de melodii incluse pe albumul Nico – “Gând pentru ei”, printre care single-ul “Nu pot să mai suport”.
În 2005 devine producătorul muzical (împreună cu Shobby) al compilației “Hip-Hop Greu de Difuzat”, dedicată lui Sișu. Pe această compilație colaborează cu Puya, Pacha Man, Dizzy (Morometzii), Honey, Esențial, Mark, Jamaika, Sharky.
Cabron a lucrat cu Sișu și Puya la piesa “Dependent”, care apare pe albumul “O mare familie” din 2006.
În 2007 a ieșit din trupa Codu’ Penal, urmărind o carieră solo. În același an a lansat albumul “Prin ochii mei”.

### Colaborarea cu HaHaHa Production
Din 2009 a intrat în echipa HaHaHa Production, alături de care a lansat numeroase hituri.
“Iarna pe val”, single lansat în 2012, este o colaborare cu What’s Up și Iony, dar și una dintre cele mai ascultate piesele ale anului, fiind cea mai difuzată melodie din perioada 8-15 aprilie 2013.
Urmează “Arată-le la toți”, cu Pacha Man și Jazzy Jo și “Pradă de razboi”, feat-ul cu Speak și Brighi.
În decembrie 2012 lansează melodia „Apa”, în colaborare cu Loredana Groza, care a fost cea mai difuzată melodie din România în perioadele 24 decembrie - 14 ianuarie și 28 ianuarie - 4 februarie.
Anul 2013, Cabron l-a început anul cu două piese solo: “PaRap” și “Frunzele și iarba”, iar spre sfârșitul anului a colaborat cu Smiley și Guess Who pentru hitul “Dă-o tare!”  , prezent timp de mai multe săptămâni în topurile muzicale.
În 2014, Cabron lansează single-ul “Vocea ta”, o super colaborare cu trupa Voltaj. Piesa are un mesaj cu puternic caracter social și a fost lansată la începutul verii.
În 2015 a urmat o colaborare cu Peter Pop pentru single-ul "Lupu’ de pe maidan" pentru ca apoi să lanseze piesele "Adu-mi o bere" și "Gust amar", piese ce fac parte din campania HaHaHa Production #maimusic. În cadrul acestei campanii a lansat împreună cu Silviu Pașca piesa "Supererou". În același an a urmat colaborarea cu Andra pentru piesa "Niciodată să nu spui niciodată" care s-a bucurat de un real succes pentru ca mai apoi să lanseze un featuring cu Nicoleta Nucă, "Adevăr sau minciună".
Anul 2016 a debutat printr-o colaborare alături de Ștefan Bănică Jr. pentru piesa "La masa mea" care a fost un succes de radio și a strâns peste 13 milioane de vizualizări pe Youtube. Au urmat apoi alte două colaborări alături de DOC pentru "Telefoanele, actele, Cashu" și What’s Up pentru piesa "La înălțime".
În 2017, luna februarie, Cabron lansează single-ul "Așa ceva". În luna iulie are loc lansarea albumului ”Lupu’ de pe maidan” ce conține 14 piese și 4 bonus track-uri. Acesta este o exprimare a artistului asupra aspectelor politice, sociale sau a celor care țin de viață. La sfârșitul lunii august a urmat lansarea videoclipului piesei "Bombele", piesă inclusă pe album.
În 2018 , luna noiembrie Cabron scoate albumul Gemeni care conține 12 piese a colaborat cu Feli, Keed, Cristi Pancu & DJ Undoo. Apoi a scos Cu Inima în colaborare cu Jo.
În 2019 , Cabron a scos cu Andra Doamna și Vagabontul a fost lansată pe 10 iunie 2019.
În 2020 Cabron a scos Album ONAIRMIXTAPE3 în colaborare cu SWAMP, Phunk B, Dj Wicked, Jon Baiat Bun, Shift, Cally Roda, Bvcovia. Apoi a scos în timpul pandemiei Cine salvează pe eroi în colaborare cu Smiley.
În 2022 Cabron a scos cu Theo Rose, Fructul Interzis a fost lansată pe 20 ianuarie 2022, și după aceea Cabron a scos Oscar de Dor în colaborare cu Nico.

## Discografie

### Discuri
- În familie (pentru bani) - 2003
- Hip-Hop greu de difuzat - 2004
- Pe viață - 2005
- Apocalipsa – 2006
- Prin ochii mei - 2007
- Lupu' DPM - 2017
- Gemeni - 2018
- ONAIRMIXTAPE3 - 2020

### Single-uri
- Cabron feat. Pacha Man & Jazzy Jo – Arată-le la toți - HaHaHa Production (2012)
- Loredana feat. Cabron - Apa - MediaPro Music (2012)
- Cabron – Iarna pe val (feat. What’s Up & Iony) - HaHaHa Production (2013)
- Speak feat. Brighi & Cabron – Pradă de război - HaHaHa Production (2013)
- Cabron- Show TV - HaHaHa Production (2013)
- Cabron – Letz be friends - HaHaHa Production (2010)
- Cabron – PaRap - HaHaHa Production (2013)
- Loredana feat. Alex Velea, Cabron & Mazăre - Viva Mamaia - MediaPro Music (2013)
- Cabron – Frunzele și iarba - HaHaHa Production (2013)
- Cabron feat. Deliric – Țara arde - HaHaHa Production (2013)
- Cabron feat. Smiley & Guess Who – Dă-o tare! - HaHaHa Production (2013)
- Cabron feat. Voltaj -  Vocea ta - HaHaHa Production & Cat Music (2014)
- Cabron feat. Peter Pop - Lupu' de pe maidan - HaHaHa Production & Cat Music (2015)
- Andra feat. Cabron - Niciodată să nu spui niciodată - MediaPro Music (2015)
- Cabron feat. Nicoleta Nucă - Adevăr sau minciună - HaHaHa Production & Global Records (2015)
- Cabron feat. Feli - Drumuri necunoscute - HaHaHa Production (2015)
- Lavinia feat. Cabron - Sfârșitul lumii - MediaPro Music (2015)
- Cabron feat. Ștefan Bănică - La masa mea - Cat Music (2016)
- Cabron - Bombele - Cat Music (2017)
- Cabron - Pe scurt - HaHaHa Production (2018)
- Cabron feat. Keed - PaTrap - HaHaHa Production (2018)
- Cabron - Iar - HaHaHa Production (2018)
- Cabron - Stăpânul - HaHaHa Production (2018)
- Cabron - Strada - Cat Music (2018)
- Bvcovia feat. Shift & Cabron - PLUMB - PugLife Entertainment (2018)
- Cabron - Dayamay - Cat Music (2018)
- Cabron - Uite-l - Cat Music & HaHaHa Production (2018)
- Cabron feat. DJ Undoo - Adevarat - Cat Music & HaHaHa Production (2018)
- Cabron - Lupii sar - Cat Music & HaHaHa Production (2018)
- Cabron feat. Feli - Cuibul de viespi - Cat Music & HaHaHa Production (2018)
- Cabron feat. Cristi Pascu - Momentul Potrivit - Cat Music & HaHaHa Production (2018)
- Cabron - Universal - Cat Music & HaHaHa Production (2018)
- Jo feat. Cabron - Cu Inima - Cat Music & HaHaHa Production (2018)
- Cabron feat. Andra - Doamna si Vagabontul - Cat Music (2019)
- Shobby feat. Cabron - Are Vorbele La El (2019)
- Cabron feat. SWAMP - Stai Parcat - HaHaHa Production (2020)
- Cabron feat. Phunk B & Dj Wicked - Salut - HaHaHa Production (2020)
- Stres feat. Cabron - Străine - Big UP Music (2020)
- Smiley feat. Cabron - Cine salveaza pe eroi - HaHaHa Production (2020)
- Cabron - Scrisoare de la un fan - HaHaHa Production (2020)
- Cabron feat. Jon Baiat Bun - Cu fratii mei - HaHaHa Production & Cat Music (2020)
- Cabron feat. Shift & Cally Roda - Panica - HaHaHa Production & Cat Music (2020)
- Cabron feat. Bvcovia - Pastile Pas - HaHaHa Production & Cat Music (2020)
- Boier Bibescu feat. Rashid & Cabron - Medellin - Big UP Music (2021)
- Cally Roda feat. Cabron - Wama Me - Lanoy Records (2021)
- Damian Draghici feat. Nicole Cherry & Cabron - Ma Intorc Acasa - We Are Family Records & MediaProMusic (2021)
- Sisu Tudor feat. Phunk B & Cabron - Lume nebuna - Haarp Cord (2021)
- Shobby feat. Cabron - MARFAR (2021)
- Cabron feat. Theo Rose - Fructul interzis - Cat Music, HaHaHa Production & Big UP Music (2022)
- NICO feat. Cabron - Oscar de dor - MediaPro Music (2022)
- Cabron feat. OG Eastbull - Șmecherie pe hârtie - Cat Music & HaHaHa Production (2022)
- Proconsul feat. Cabron - Omul Din Oglinda - Sprint Music (2022)
- Cabron - Caremay - Cat Music & HaHaHa Production (2022)
- OG Eastbull feat. Cabron & Aspy - Plouă cu bani - Global Records (2022)
- Cabron - În aer - Cat Music & HaHaHa Production (2022)
- StradaVarius feat. Cabron - E iarnă și vară (2022)
- Cristina Stroe feat. Cabron & Damian Drăghici - Codrule - We Are Family Records (2022)
- Bere Gratis feat. Sore & Cabron - Legați la Ochii - MediaPro Music, Sprint Music, Cat Music & HaHaHa Production (2023)
- Shobby feat. Cabron - Cartea De Istorie (2023)
- Shobby feat. Cabron - Din Capăt În Capăt (2023)
- Shobby feat. Cabron - Război Pe Timp De Pace (2023)
- Cabron feat. Jo - La Mal - Cat Music & HaHaHa Production (2023)
- Killa Fonic feat. Puya & Cabron - 2Pac Familia - Global Records (2023)
- Speak feat. Cabron - Chef de iubit - MUSIC MOB & ARTPROCESS MUSIC (2023)
- Cabron - Barca - Cat Music & HaHaHa Production (2023)
- Cabron feat. Raluka - Pânzele albe - Cat Music & HaHaHa Production (2023)
- La Familia feat. Stres, Cabron & Alex Velea - Doamne, ajută! (2023)
- La Familia feat. Cabron - BOSS (2023)
- La Familia feat. Stres & Cabron - Hai Cu Noi (2023)
- Daria Lupi feat. Cabron & DJ CATSULTAN - În bătaia vântului - Cat Music (2024)
- Cabron feat. Smiley & Puya - Departe de apus - Cat Music, HaHaHa Production & Scandalos Music (2024)
- IRIS Cristi Minculescu, Valter & Boro feat. Cabron - Prinți sau cerșetori - Roton Music (2024)
- Petra feat. Cabron - Momentu' - Cat Music & HaHaHa Production (2024)
- Cally Roda feat. Phunk B, JUNO & Cabron - Golan cu Caracter - Cat Music & HaHaHa Production (2024)

## Premii și nominalizări
La MTV Europe Music Awards 2013 a fost nominalizat alături de Loredana la categoria „Best Romanian Act”, pentru melodia Apa.
La Romanian Music Awards 2013, piesa „Iarna pe val”, interpretată în colaborare cu What's Up și Iony, a câștigat premiul la categoria „Best Song”. La aceeași ediție a premiilor Romanian Music Awards, Cabron a mai fost nominalizat și la categoriile „Best dance”, „Best male”, „Best hip hop” (piesa PaRap), iar piesa „Apa” a fost și ea nominalizată la categoria „Best song”.
La data de 25 august 2014 au fost anunțate nominalizările pentru Romanian Music Awards 2014, Cabron fiind nominalizat la categoriile „Best Hip-hop” și „Best Male” pentru piesa „Dă-o tare”, înregistrată în colaborare cu Smiley și Guess Who. În cadrul aceleași gale a câștigat premiul pentru „Best Video” (Cel mai bun videoclip) pentru piesa „Vocea Ta”, în colaborare cu Voltaj.
La 16 septembrie 2016, Cabron câștigă premiul Media Music Awards la categoria „Cea mai rapidă ascensiune către prima poziție”, pentru piesa „Niciodată să nu spui niciodată”, interpretată în colaborare cu Andra.
La 22 septembrie 2022 Cabron câștigă premiul Hip Hop Trap Romanian Music Arwards 2022 piesa se numește Fructul Interzis în colaborare cu Theo Rose.